# Dolichopeza nimbicosta
Dolichopeza (Trichodolichopeza) nimbicosta – gatunek muchówki z rodziny koziułkowatych i podrodziny Dolichopezinae.

## Taksonomia
Gatunek ten został opisany w 1965 roku przez Charlesa P. Alexanderana podstawie okazu odłowionego w 1958 roku przez Stuckenberga.

## Opis
Długość ciała samicy wynosi 12 mm, a jej skrzydeł 11,5 mm. Podstawową barwą ciała brązowawa czerń. Czułki o trzonkach brązowawoczarnych, a biczykach żółtawobrązowych. Pierwszy segment biczyka wydłużony. Skrzydła nieco przyciemnione, najsilniej komórki kostalne i subkostalne. Zewnętrzne komórki skrzydeł obficie opatrzone makrotrichiami. Pokładełko z prostymi przysadkami o tępo zaokrąglonych wierzchołkach.

## Rozprzestrzenienie
Gatunek endemiczny dla Madagaskaru, znany wyłącznie z masywu Andringitry.